# Premis Oscar de 1995
Els Premis Oscar de 1995 (en anglès: 68th Academy Awards) foren presentats el dia 25 de març de 1996 en una cerimònia realitzada al Dorothy Chandler Pavilion de Los Angeles.
L'esdeveniment fou presentat, per segona vegada, per l'actriu Whoopi Goldberg.

## Curiositats

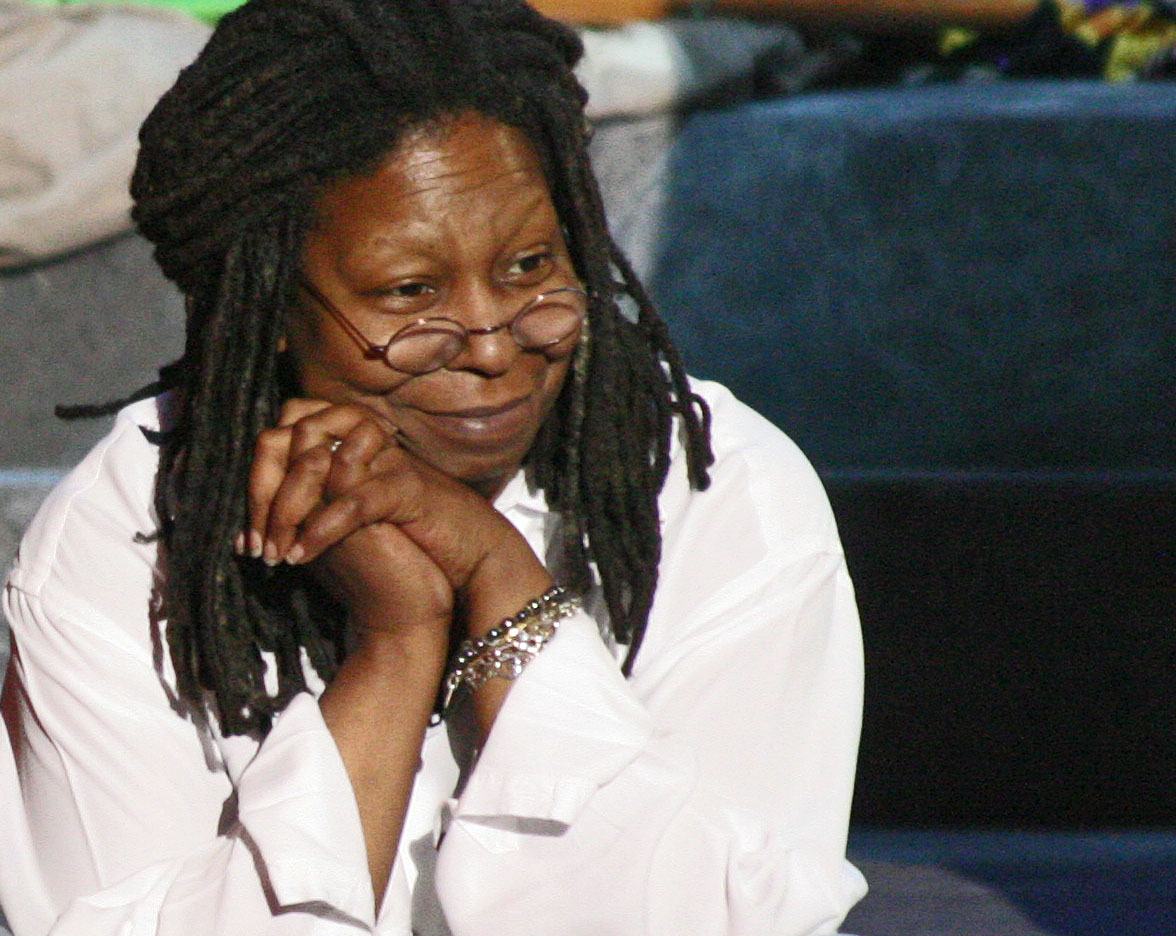
Whoopi Goldberg

La pel·lícula més nominada de la nit fou Braveheart de Mel Gibson amb 10 nominacions, i també fou la vencedora de la nit amb cinc premis, entre ells millor pel·lícula, director o fotografia. Braveheart es convertí en el nové film a l'aconseguir el premi de millor pel·lícula sense rebre cap nominació pel seu elenc d'actors.
Amb la seva victòria com a millor actriu secundària per Poderosa Afrodita Mira Sorvino es convertí en la segona actriu en aconseguir el premi mencionat per una pel·lícula dirigida per Woody Allen.
La victòria d'Emma Thompson pel seu guió de Sentit i sensibilitat la convertí en la primera persona (home o dona) en aconseguir sengles Oscars com a actriu i guionista.
En aquesta edició es decidí dividir la categoria de millor música original en dues branques, una per pel·lícules dramàtiques i una altra per còmiques o musicals davant el domini aclaparador de la factoria Disney en els últims anys. L'existència d'aquesta divisió, però, fou breu, ja que en quatre anys tornaren a confluir en una d'única.

## Premis
A continuació es mostren les pel·lícules que varen guanyar i que estigueren nominades a l'Oscar l'any 1995:
| Millor pel·lícula | Millor direcció |
| --- | --- |
| - Braveheart (Mel Gibson, Bruce Davey, Stephen McEveety i Alan Ladd, Jr. per Icon Productions i The Ladd Company) - Apol·lo 13 (Brian Grazer per Imagine Entertainment) - Babe (George Miller i Bill Miller per Kennedy Miller Productions) - Il postino (Gaetano Daniele, Mario Cecchi Gori i Vittorio Cecchi Gori per Esterno Mediterraneo Film) - Sentit i sensibilitat (Lindsay Doran per Columbia Pictures) | - Mel Gibson per Braveheart - Chris Noonan per Babe - Tim Robbins per Pena de mort - Mike Figgis per Leaving Las Vegas - Michael Radford per Il postino |
| Millor actor | Millor actriu |
| - Nicolas Cage per Leaving Las Vegas com a Ben Sanderson - Richard Dreyfuss per La simfonia del professor Holland com a Glenn Holland - Anthony Hopkins per Nixon com a Richard Nixon - Sean Penn per Pena de mort com a Matthew Poncelet - Massimo Troisi per Il postino com a Mario Ruoppolo | - Susan Sarandon per Pena de mort com a Helen Prejean - Elisabeth Shue per Leaving Las Vegas com a Sera - Sharon Stone per Casino com a Ginger McKenna - Meryl Streep per Els ponts de Madison com a Francesca Johnson - Emma Thompson per Sentit i sensibilitat com a Elinor Dashwood |
| Millor actor secundari | Millor actriu secundària |
| - Kevin Spacey per Sospitosos habituals com a Roger "Verbal" Kint - James Cromwell per Babe com a Granjer Arthur Hoggett - Ed Harris per Apol·lo 13 com a Gene Kranz - Brad Pitt per 12 Monkeys com a Jeffrey Goines - Tim Roth per Rob Roy com a Archibald Cunningham | - Mira Sorvino per Poderosa Afrodita com a Linda Ash - Joan Allen per Nixon com a Pat Nixon - Kathleen Quinlan per Apol·lo 13 com a Marilyn Gerlach Lovell - Mare Winningham per Georgia com a Georgia Flood - Kate Winslet per Sentit i sensibilitat com a Marianne Dashwood |
| Millor guió original | Millor guió adaptat |
| - Christopher McQuarrie per Sospitosos habituals - Randall Wallace per Braveheart - Woody Allen per Poderosa Afrodita - Oliver Stone, Christopher Wilkinson i Stephen J. Rivele per Nixon - Joss Whedon, Andrew Stanton, Joel Cohen, Alec Sokolow, John Lasseter, Pete Docter i Joe Ranft per Toy Story | - Emma Thompson per Sentit i sensibilitat (sobre hist. de Jane Austen) - Al Reinert i William Broyles Jr. per Apol·lo 13 (sobre hist. de Jim Lovell i Jeffrey Kluger) - George Miller i Chris Noonan per Babe (sobre hist. de Dick King-Smith) - Mike Figgis per Leaving Las Vegas (sobre hist. de John O'Brien - Michael Radford, Anna Pavignano, Furio Scarpelli, Giacomo Scarpelli i Massimo Troisi per Il postino (sobre hist. d'Antonio Skármeta)              |
| Millor pel·lícula de parla no anglesa | Millor cançó original |
| - Antonia de Marleen Gorris (Països Baixos) - Lust och fägring stor de Bo Widerberg (Suècia) - O Quatrilho de Fábio Barreto (Brasil) - Poussières de vie de Rachid Bouchareb (Algèria) - L'Uomo delle stelle de Giuseppe Tornatore (Itàlia) | - Alan Menken (música); Stephen Schwartz (lletra) per Pocahontas ("Colors of the Wind") - Bruce Springsteen (música i lletra) per Pena de mort ("Dead Man Walking") - Michael Kamen, Bryan Adams i Robert John Lange (música i lletra) per Don Juan DeMarco ("Have You Ever Really Loved a Woman") - John Williams (música); Alan i Marilyn Bergman (lletra) per Sabrina ("Moonlight") - Randy Newman (música i lletra) per Toy Story ("You've Got a Friend in Me") |
| Millor banda sonora - drama | Millor banda sonora - comèdia o musical |
| - Luis Enriquez Bacalov per Il postino - James Horner per Apol·lo 13 - James Horner per Braveheart - John Williams per Nixon - Patrick Doyle per Sentit i sensibilitat | - Alan Menken i Stephen Schwartz per Pocahontas - Marc Shaiman per The American President - John Williams per Sabrina - Randy Newman per Toy Story - Thomas Newman per Unstrung Heroes |
| Millor fotografia | Millor maquillatge |
| - John Toll per Braveheart - Emmanuel Lubezki per La princeseta - Stephen Goldblatt per Batman Forever - Michael Coulter per Sentit i sensibilitat - Lu Yue per Shanghai Triad | - Peter Frampton, Paul Pattison i Lois Burwell per Braveheart - Ken Diaz i Mark Sanchez per La meva família - Greg Cannom, Bob Laden i Colleen Callaghan per Roommates |
| Millor direcció artística | Millor vestuari |
| - Eugenio Zanetti per Restoration - Bo Welch; Cheryl Carasik per A Little Princess - Michael Corenblith; Merideth Boswell per Apol·lo 13 - Roger Ford; Kerrie Brown per Babe - Tony Burrough per Richard III | - James Acheson per Restoration - Julie Weiss per 12 Monkeys - Charles Knode per Braveheart - Shuna Harwood per Richard III - Jenny Beavan i John Bright per Sentit i sensibilitat |
| Millor muntatge | Millor so |
| - Mike Hill i Daniel P. Hanley per Apol·lo 13 - Marcus D'Arcy i Jay Friedkin per Babe - Steven Rosenblum per Braveheart - Chris Lebenzon per Marea roja (Crimson Tide) - Richard Francis-Bruce per Seven | - Rick Dior, Steve Pederson, Scott Millan i David MacMillan per Apol·lo 13 - Donald O. Mitchell, Frank A. Montaño, Michael Herbick i Petur Hliddal per Batman Forever - Andy Nelson, Scott Millan, Anna Behlmer i Brian Simmons per Braveheart - Kevin O'Connell, Rick Kline, Gregory H. Watkins i William B. Kaplan per Marea roja (Crimson Tide) - Steve Maslow, Gregg Landaker i Keith A. Wester per Waterworld                                                  |
| Millors efectes visuals | Millors efectes sonors |
| - Scott E. Anderson, Charles Gibson, Neal Scanlan i John Cox per Babe - Robert Legato, Michael Kanfer, Leslie Ekker i Matt Sweeney per Apol·lo 13 | - Lon Bender i Per Hallberg per Braveheart - John Leveque i Bruce Stambler per Batman Forever - George Watters II per Marea roja (Crimson Tide) |
| Millor documental | Millor curtmetratge documental |
| - Anne Frank Remembered de Jon Blair - The Battle Over Citizen Kane de Thomas Lennon i Michael Epstein - Fiddlefest—Roberta Tzavaras and Her East Harlem Violin Program d'Allan Miller i Walter Scheuer - Hank Aaron: Chasing the Dream de Mike Tollin i Fredric Golding - Troublesome Creek: A Midwestern de Jeanne Jordan i Steven Ascher                                                                      | - One Survivor Remembers de Kary Antholis - Jim Dine: A Self-Portrait on the Walls de Nancy Dine i Richard Stilwell - The Living Sea de Greg MacGillivray i Alec Lorimore - Never Give Up: The 20th Century Odyssey of Herbert Zipper de Terry Sanders i Freida Lee Mock - The Shadow of Hate de Charles Guggenheim |
| Millor curtmetratge | Millor curtmetratge d'animació |
| - Lieberman in Love de Christine Lahti i Jana Sue Memel - Brooms de Luke Cresswell i Steve McNicholas - Duke of Groove de Griffin Dunne i Thom Colwell - Little Surprises de Jeff Goldblum i Tikki Goldberg - Tuesday Morning Ride de Dianne Houston i Joy Ryan | - Wallace & Gromit in A Close Shave de Nick Park - The Chicken From Outer Space de John Dilworth - The End de Chris Landreth i Robin Barger - Gagarin d'Alexiy Kharitidi - Runaway Brain de Chris Bailey |

## Oscar Especial

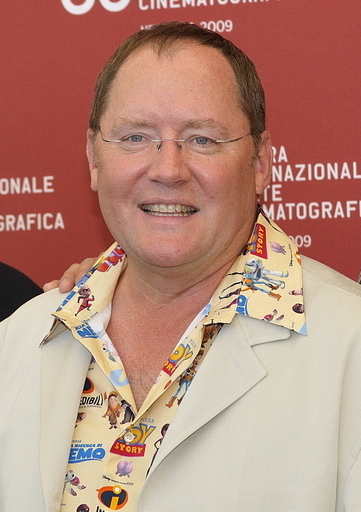
John Lasseter.

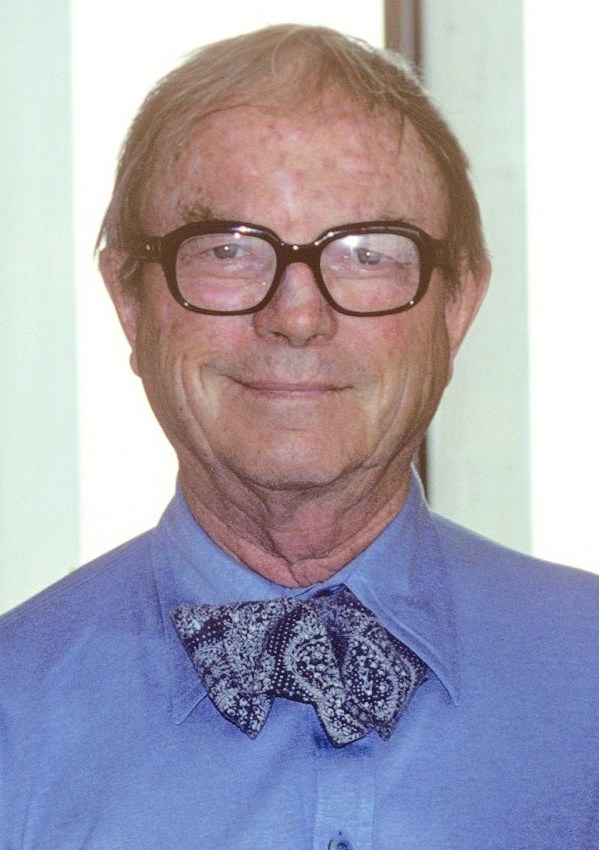
Chuck Jones, creador de Bugs Bunny o Wile E. Coyote i el Correcamins, entre d'altres.

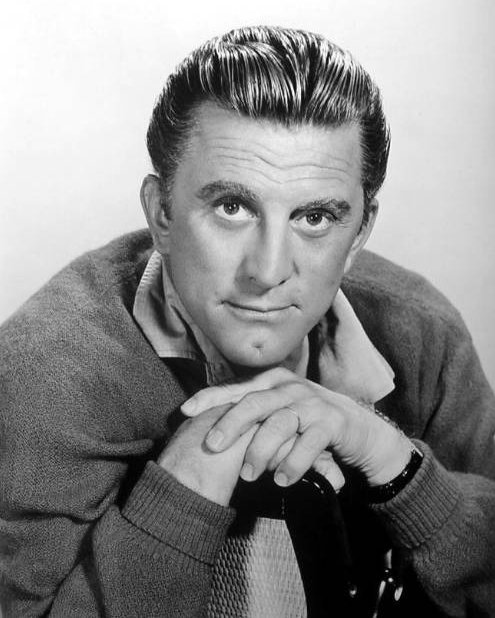
Kirk Douglas l'any 1963.

- John Lasseter per Toy Story (pel desenvolupament i la creació de tècniques que han fet possible la realització del primer llargmetratge d'animació fet amb ordinador)

## Premi Honorífic
- Chuck Jones - per la creació de personatges de dibuixos animats, les vides animades dels quals han portat alegria durant més de mig segle. [estatueta]
- Kirk Douglas - per 50 anys com una força creativa i moral en la comunitat del cinema. [estatueta]

## Premi Gordon E. Sawyer
- Donald C. Rogers

## Presentadors
| Nom                                            |                                                                                  |
| ---------------------------------------------- | -------------------------------------------------------------------------------- |
| Les Marshak                                    | Anunciador dels premis                                                           |
| Pierce Brosnan Naomi Campbell Claudia Schiffer | Millor vestuari                                                                  |
| Dianne Wiest                                   | Millor actor secundari                                                           |
| Alicia Silverstone                             | Millor maquillatge                                                               |
| Jeremy Irons                                   | Presentador del segment Braveheart, nominada a millor pel·lícula                 |
| Emma Thompson                                  | Millor direcció artística                                                        |
| Chris O'Donnell                                | Introducció a la interpretació de la cançó "Moonlight"                           |
| Robin Williams                                 | Premi Honorífic a Chuck Jones i Premi Especial a John Lasseter                   |
| Jackie Chan Kareem Abdul-Jabbar                | Millor curtmetratge i millor curtmetratge d'animació                             |
| Sandra Bullock                                 | Millors efectes sonors                                                           |
| John Travolta                                  | Presentador del segment Apol·lo 13, nominada a millor pel·lícula                 |
| Steven Seagal                                  | Millor so                                                                        |
| Martin Landau                                  | Millor actriu secundària                                                         |
| Jim Carrey                                     | Millor fotografia                                                                |
| Goldie Hawn Kurt Russell                       | Millor muntatge                                                                  |
| Richard Dreyfuss                               | Premis Científics i Tècnics i Premi Gordon E. Sawyer                             |
| Winona Ryder                                   | Introducció a la interpretació de la cançó "Dead Man Walking"                    |
| Will Smith                                     | Millors efectes visuals                                                          |
| Nicolas Cage Elisabeth Shue                    | Millor curtmetratge documental i millor documental                               |
| Nathan Lane                                    | Introducció a la interpretació de la cançó "Colors of the Wind"                  |
| Mel Gibson                                     | Millor pel·lícula de parla no anglesa                                            |
| Anjelica Huston                                | Presentador del segment Sentit i sensibilitat, nominada a millor pel·lícula      |
| Steven Spielberg                               | Premi Honorífic a Kirk Douglas                                                   |
| Quincy Jones Sharon Stone                      | Millor música original - comèdia o musical i millor música original - drama      |
| Liam Neeson                                    | Presentador del segment Il postino, nominada a millor pel·lícula                 |
| Arthur Hiller (president AMPAS)                | Presentador del segment In Memoriam                                              |
| Jimmy Smits                                    | Introducció a la interpretació de la cançó "Have You Ever Really Loved a Woman?" |
| Susan Sarandon                                 | Millor guió original                                                             |
| Anthony Hopkins                                | Millor guió adaptat                                                              |
| Christopher Reeve                              | Presentador del muntatge en favor d'assumptes socials                            |
| Angela Bassett Laurence Fishburne              | Millor cançó                                                                     |
| Robert Zemeckis                                | Millor direcció                                                                  |
| Nicole Kidman                                  | Presentador del segment Babe, nominada a millor pel·lícula                       |
| Tom Hanks                                      | Millor actriu                                                                    |
| Jessica Lange                                  | Millor actor                                                                     |
| Sidney Poitier                                 | Millor pel·lícula                                                                |

### Actuacions
| Nom                      | Paper                        | Peça                                                      |
| ------------------------ | ---------------------------- | --------------------------------------------------------- |
| Tom Scott                | Arranjador musical Conductor | Orquestra                                                 |
| Gloria Estefan           | Intèrpret                    | "Moonlight" de Sabrina                                    |
| Lyle Lovett Randy Newman | Intèrprets                   | "You've Got a Friend in Me" de Toy Story                  |
| Stomp                    | Intèrpret                    | Muntatge efectes de so                                    |
| Bruce Springsteen        | Intèrpret                    | "Dead Man Walking" de Pena de mort                        |
| Savion Glover            | Intèrpret                    | "Singin' in the Rain" tap-dance en memòria de Gene Kelly  |
| Vanessa L. Williams      | Intèrpret                    | "Colors of the Wind" de Pocahontas                        |
| Bryan Adams              | Intèrpret                    | "Have You Ever Really Loved a Woman?" de Don Juan DeMarco |
| Take 6                   | Intèrpret                    | Mix de les cançons nominades                              |

## Múltiples nominacions i premis
| Premis | Pel·lícula            |
| ------ | --------------------- |
| 10     | Braveheart            |
| 9      | Apol·lo 13            |
| 7      | Babe                  |
| 7      | Sentit i sensibilitat |
| 5      | Il postino            |
| 4      | Leaving Las Vegas     |
| 4      | Nixon                 |
| 4      | Pena de mort          |
| 4      | Toy Story             |
| 3      | Batman Forever        |
| 3      | Crimson Tide          |
| 2      | 12 Monkeys            |
| 2      | A Little Princess     |
| 2      | Poderosa Afrodita     |
| 2      | Pocahontas            |
| 2      | Restoration           |
| 2      | Richard III           |
| 2      | Sabrina               |
| 2      | Sospitosos habituals  |

| Premis | Pel·lícula           |
| ------ | -------------------- |
| 5      | Braveheart           |
| 2      | Apol·lo 13           |
| 2      | Pocahontas           |
| 2      | Restoration          |
| 2      | Sospitosos habituals |